# Acanthopteroctetidae
Acanthopteroctetidae (лат.) — семейство архаичных чешуекрылых, представляющее одну из базальных ветвей отряда бабочек. Единственное семейство надсемейства Acanthopteroctetoidea. Иногда его включают в состав надсемейства Eriocranioidea.

## Описание
Acanthopteroctetidae — чешуекрылые, которые являются лиственными минёрами растений рода краснокоренник (Ceanothus) из семейства крушиновых. Взрослые мотыльки дневные насекомые, их встретить можно на протяжении весны. Биология рода Catapterix плохо изучена.

## Классификация и распространение
Четыре вида из рода Acanthopteroctetes часто встречаются в западной части Северной Америки. Один вид другого рода Catapterix известен лишь из некоторых мест на горе Карадаг и в Краснолесье в Крыму. Существует также третий неизученный таксон, который был найден в перуанских Андах.
Род Acanthopteroctetes Braun, 1921
- Acanthopteroctetes aurulenta Davis, 1984
- Acanthopteroctetes bimaculata Davis, 1969
- Acanthopteroctetes tripunctata Braun, 1921
- Acanthopteroctetes unifascia Davis, 1978

Род Catapterix Zagulajev & Sinev, 1988
- Catapterix crimaea Zagulajev & Sinev, 1988
- Catapterix tianshanica Mey & Rutjan, 2010